# Den vilda flykten
Den vilda flykten är en japansk äventyrsfilm från 1958 i regi av Akira Kurosawa, med Toshiro Mifune, Misa Uehara, Minoru Chiaki och Kamatari Fujiwara i huvudrollerna. Den utspelar sig under en brinnande klanstrid på 1500-talet och handlar om två bönder som tillsammans med en samuraj och en prinsessa försöker ta sig igenom ett fientligt territorium. Dess japanska ursprungstitel är 隠し砦の三悪人 Kakushi toride no san-akunin, som betyder "Den dolda fästningens tre skurkar". Filmen räknas till den japanska genren jidaigeki, en äventyrsfilm som är förlagd till den oroliga tiden sengoku. Det var Kurosawas första film i bredbildsformat.
Filmen tävlade vid filmfestivalen i Berlin 1959 där den vann Silverbjörnen för bästa regi. Den gick upp på svenska biografer 27 januari 1960. Den var en avgörande inspirationskälla till handlingen i filmen Stjärnornas krig från 1977.

## Medverkande
- Toshiro Mifune som general Rokurota Makabe
- Misa Uehara som prinsessan Yuki
- Minoru Chiaki som Tahei, ena bonden
- Kamatari Fujiwara som Matakishi, andra bonden
- Takashi Shimura som general Izumi Nagakura
- Susumu Fujita som general Hyoei Tadokoro
- Eiko Miyoshi som prinsessan Yukis hovdam

## Eftermäle
Den amerikanske filmaren George Lucas såg filmen i början av 1970-talet och använde den som mall till handlingen i sin film Stjärnornas krig från 1977. Det första manusutkastet till Stjärnornas krig var en renodlad nyinspelning av Den vilda flykten, endast förflyttad till rymdmiljö. I slutändan blev filmen mer självständig, men flera scener och andra drag från Kurosawa finns kvar. Enligt Lucas själv är det främsta gemensamma draget hur båda filmerna berättas ur två komiska och till synes obetydliga figurers perspektiv.